# Love Stinks (album)
Love Stinks è il dodicesimo album dei The J. Geils Band, uscito nel 1980.

## Tracce
1. Just Can't Wait – 3:24
2. Come Back – 5:11
3. Takin' You Down – 4:05
4. Night Time (Bob Feldman, Jerry Goldstein, Richard Gottehrer) – 4:31
5. No Anchovies, Please – 2:41
6. Love Stinks – 3:44
7. Trying Not to Think About It – 6:22
8. Desire (Please Don't Turn Away) – 3:35
9. Till the Walls Come Tumblin' Down – 4:01